# Blainvilles næbhval
Blainvilles næbhvalen (Mesoplodon densirostris) er en art i familien af næbhvaler i underordenen af tandhvaler. Dyret bliver 4,5-6 m langt og vejer 1 t.